# Cuisine canadienne
La cuisine canadienne présente des caractéristiques qui varient significativement selon la région du pays. D'une manière générale, la cuisine traditionnelle du Canada anglais s'apparente à la cuisine britannique et à la cuisine américaine, tandis que la cuisine traditionnelle du Canada français tire ses origines de la cuisine française et de la cuisine hivernale des coureurs des bois.
Parmi les mets les plus populaires au Canada, on peut citer : la poutine, le sirop d'érable, dessert typique du Québec, la tarte aux baies de Saskatoon, les tartelettes au beurre et la ploye (plat traditionnel des Acadiens).

## Histoire

### Définitions
Bien que certains plats puissent être identifiés comme « canadiens » en raison des ingrédients utilisés ou de l'origine de leur création, un style global de cuisine canadienne est plus difficile à définir. Des Canadiens, comme l'ancien Premier ministre Joe Clark, estiment que la cuisine canadienne est un collage de plats issus des cuisines de différentes cultures. Clark lui-même a été paraphrasé pour avoir noté : « Le Canada a une cuisine de cuisines. Pas un pot-au-feu, mais un smorgasbord ».
Bien que l'immensité du Canada et la diversité de ses habitants rendent encore plus difficile l'identification d'une identité alimentaire canadienne spécifique, Hersch Jacobs reconnaît que l'absence d'une définition hégémonique n'empêche pas l'existence d'une cuisine canadienne. Lenore Newman soutient qu'il existe une cuisine créole canadienne distincte. Elle identifie cinq propriétés clés qui, ensemble, définissent la cuisine canadienne, à savoir le recours à la saisonnalité, le multiculturalisme, les aliments sauvages, les plats régionaux et le fait de privilégier les ingrédients par rapport aux recettes.
La nourriture autochtone en particulier est considérée comme très canadienne. La nourriture métisse l'est d'autant plus que le peuple métis a joué un rôle particulièrement important dans l'origine du Canada et de la cuisine canadienne. Des aliments tels que la bannique, l'orignal, le cerf, le bison, le pemmican, la tire d'érable et les ragoûts métis tels que le ragoût d'orge sont tous des aliments autochtones traditionnels ou sont nés au Canada avec des racines dans les cuisines autochtones, et sont largement consommés dans tout le pays.
La cuisine canadienne a été façonnée et influencée par celles des peuples autochtones, des colons et des immigrants.

### Peuples autochtones

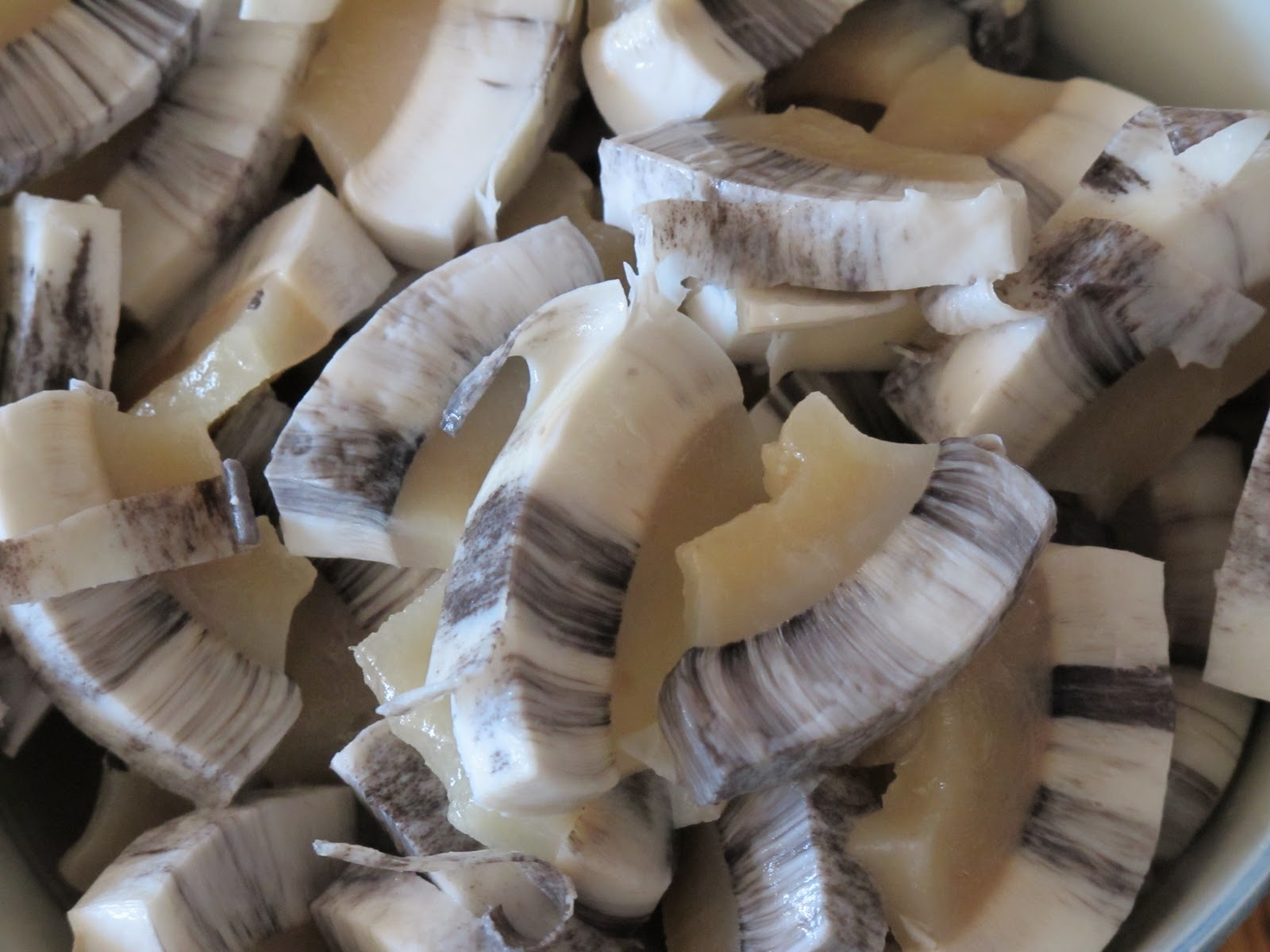
Du muktuk tranché et préparé.

La cuisine traditionnelle autochtone du Canada était basée sur un mélange de gibier sauvage, d'aliments cueillis à la main et de produits agricoles cultivés. Chaque région du Canada, avec ses propres Premières nations et Inuits, utilisait ses ressources locales et ses propres techniques de préparation des aliments pour sa cuisine.
Le sirop d'érable a été collecté et utilisé pour la première fois par les peuples autochtones de l'est du Canada et du Nord-Est des États-Unis. Le Québec est le plus grand producteur mondial de sirop d'érable. Les origines de la production de sirop d'érable ne sont pas claires, bien que les premiers sirops aient été fabriqués en congelant à plusieurs reprises la sève d'érable recueillie et en retirant la glace pour concentrer le sucre dans la sève restante. Le sirop d'érable est l'un des aliments québécois d'origine autochtone les plus consommés.
Les produits de viande séchée tels que le pânsâwân et le pemmican sont couramment consommés par les peuples autochtones des plaines. Le pânsâwân a notamment été le prédécesseur du beef jerky de style nord-américain, dont les méthodes de transformation ont été adaptées au bœuf.
Dans l'Arctique, les Inuits ont traditionnellement survécu grâce à un régime alimentaire composé de mammifères terrestres et marins, de poissons et de produits végétaux cueillis à la main. Les viandes étaient consommées fraîches mais aussi souvent préparées, cachées et laissées à fermenter en igunaq ou en kiviak. Ces viandes fermentées ont la consistance et l'odeur de certains fromages à pâte molle vieillis. Les snacks tels que le muktuk, composé de peau et de graisse de baleine, sont consommés nature, mais parfois trempés dans de la sauce soja. Les morceaux de muktuk sont tranchés à l'aide d'un ulu avant ou pendant la consommation.
Le poisson est consommé bouilli, frit et, avant les établissements actuels, souvent sous forme séchée. La pomme de terre dite « esquimau » (Inuit : oak-kuk : Claytonia tuberosa) et d'autres « aliments pour rongeur » font partie des plantes consommées dans l'Arctique.
Des aliments tels que le bannock, populaire chez les Premières nations et les Inuits, reflètent les échanges historiques de ces cultures avec les commerçants de fourrures français, qui ont apporté avec eux de nouveaux ingrédients et aliments. La consommation contemporaine courante de bannock, de lait en poudre et de bologne par les Canadiens autochtones reflète l'héritage du colonialisme canadien dans l'interdiction de la chasse et de la pêche, et les rations alimentaires institutionnelles fournies aux réserves indiennes.

### Colons et immigrants européens
Les colons et les commerçants des Îles Britanniques sont à l'origine des influences culinaires des débuts du Canada anglais dans les Maritimes et le sud de l'Ontario (Haut-Canada). Les régions du sud-ouest de l'Ontario ont de fortes influences néerlandaises et scandinaves. Les colons français qui sont devenus les Canadiens et Acadiens sont à l'origine de la cuisine du sud du Québec (Bas-Canada), du nord-est de l'Ontario et du Nouveau-Brunswick.
Dans les provinces des Prairies canadiennes, qui ont connu une immigration massive en provenance d'Europe de l'Est et du Nord avant la Première Guerre mondiale, les cuisines ukrainienne, allemande et polonaise ont un fort impact culinaire. La cuisine des Doukhobors, des végétariens d'origine russe, est également remarquable dans certaines régions de l'intérieur de la Colombie-Britannique et des Prairies.
La région de Waterloo, en Ontario, et la partie sud du Manitoba ont des traditions de cuisine mennonite et germanique.
Les cuisines de Terre-Neuve et des provinces maritimes dérivent principalement de la cuisine britannique et irlandaise, avec une préférence pour le poisson salé, le bœuf et le porc. L'Ontario, le Manitoba et la Colombie-Britannique conservent également de solides traditions culinaires britanniques.
Les immigrants juifs qui se sont installés au Canada à la fin des années 1800 ont joué un rôle culinaire important dans le pays. Ils sont surtout réputés pour leurs bagels et leur viande fumée à la montréalaise. Une variante régionale de ces deux produits est apparue au sein de la communauté juive de Winnipeg, au Manitoba, qui a également dérivé le gâteau au fromage de Winnipeg de recettes de la ville de New York. Winnipeg a donné naissance à de nombreux autres plats uniques, tels que la schmoo torte, le goldeye fumé, et le pain de seigle.

### Immigrants asiatiques
La plupart de ce que l'on considère comme des « plats chinois » au Canada sont plutôt des inventions canadiennes ou nord-américaines, les restaurants chinois de chaque région adaptant leur cuisine traditionnelle aux goûts locaux. Cette « cuisine sino-canadienne » est répandue dans tout le pays, avec de grandes variations d'un endroit à l'autre, du bœuf au gingembre de Calgary, aux boulettes de beurre de cacahuète de Montréal et aux bonbons de Thunder Bay.
Le buffet chinois, bien qu'on le trouve aux États-Unis et dans d'autres régions du Canada, trouve son origine dans le quartier de Gastown, à Vancouver, vers 1870. Ce mode de service est né de la pratique des nombreux Scandinaves travaillant dans les bois et les moulins autour du bidonville, qui demandaient au cuisinier chinois d'installer une table à vapeur sur un buffet.
Parmi les mets indo-canadiens uniques, on trouve le roti de l'Inde orientale qui a gagné en popularité à Toronto dans les années 1980 et 1990 ; en utilisant du pain et du cari de l'Inde du Nord et du Pakistan comme farce, les chefs locaux se sont inspirés à l'origine du roti antillais qui avait fait son entrée sur la scène alimentaire de la ville dans les années 1960 et 1970 après une vague d'immigration caribéenne, également connu sous le nom de roti au poulet au beurre, ce plat est servi dans de nombreux restaurants indiens et établissements de restauration rapide du sud de l'Ontario.
Comparativement à d'autres contributeurs culturels, l'Asie du Sud a exercé une influence très récente sur la cuisine canadienne en raison de son importance tardive dans l'ère d'immigration qui a suivi les années 1960. La cuisine indienne est particulièrement populaire au Canada, dérivant principalement de la cuisine indienne du Nord. Elle se caractérise par l'utilisation du pain, du curry et de l'utilisation du yaourt et de la crème pour les plats à base de viande ; elle s'inspire également de la cuisine de l'Inde du Sud dans son utilisation de combinaisons acides et épicées.
Les contributions de l'Asie du Sud-Est à la cuisine canadienne comprennent un style de pizza Margherita à croûte moyenne et épaisse à Toronto. Exemple de cuisine fusion, la pizza est garnie d'une huile à l'ail et au basilic, combinant une pizza italienne avec la tradition vietnamienne d'utiliser des huiles aux herbes pour garnir les aliments.

## Plats nationaux
Les aliments généralement considérés comme des plats nationaux du Québec  et du Canada comprennent la poutine,,, et les tartes au beurre,.
Selon un sondage informel du Globe and Mail réalisé par l'entremise de Facebook à partir des commentaires recueillis, les utilisateurs considéraient les aliments suivants comme le plat national québécois  et d'autres canadien, le sirop d'érable étant probablement au-dessus de tous les autres aliments s'il était considéré :
- Poutine (51 %)
- Bagel de Montréal (14 %)
- Jerky de saumon (saumon fumé séché) (11 %)
- Perogy/Pierogi (10 %)
- Chips au ketchup (7 %)
- Donair de Nouvelle-Écosse (4 %)
- California rolls (1 %)

Les aliments les plus « emblématiques » du Québec et du Canada ont été désignés dans un sondage mené par la Société Radio-Canada, à l'été 2012, comme étant :
- Sirop d'érable
- Poutine
- Barres Nanaimo, saumon fumé et tartes au beurre